# Isbrueckerichthys duséni
Isbrueckerichthys duséni är en fiskart som först beskrevs av Miranda Ribeiro, 1907.  Isbrueckerichthys duséni ingår i släktet Isbrueckerichthys och familjen Loricariidae. Inga underarter finns listade i Catalogue of Life.